# Saint-Sauveur-de-Puynormand
 Saint-Sauveur-de-Puynormand  là một xã thuộc tỉnh Gironde trong vùng Aquitaine tây nam nước Pháp. Xã này nằm ở khu vực có độ cao trung bình 45 mét trên mực nước biển.